# Combinação linear
Em matemática, uma combinação linear é uma expressão construída a partir de um conjunto de termos, multiplicando cada termo por uma constante (por exemplo, uma combinação linear de x e y seria qualquer expressão da forma  ax + by, onde a e b são constantes). O conceito de combinações lineares é central para a álgebra linear e campos relacionados da matemática. A maior parte deste artigo trata de combinações lineares no contexto de um espaço vetorial sobre um corpo, com algumas generalizações dadas no final do artigo.

## Definição
Suponha que K é um corpo (por exemplo, números reais) e V é um espaço vetorial sobre K. Como de costume, chamamos elementos de vetores V e elementos escalares  de K. Se v1,...,vn  são vetores e a1,...,an são escalares, então a combinação linear desses vetores com estes escalares como coeficientes é:
{\displaystyle a_{1}{\vec {v}}_{1}+a_{2}{\vec {v}}_{2}+a_{3}{\vec {v}}_{3}+\cdots +a_{n}{\vec {v}}_{n}.\,}
Há alguma ambiguidade no uso do termo "combinação linear" quanto a se refere à expressão ou ao seu valor. Na maioria dos casos, o valor é enfatizado, como na afirmação "o conjunto de todas as combinações lineares de v1,...,vn sempre forma um subespaço". Contudo, também se pode dizer que "duas combinações lineares diferentes podem ter o mesmo valor", caso em que a expressão tenha sido denotada. A diferença sutil entre esses usos, é a essência da noção de dependência linear: uma família F de vetores é linearmente independente precisamente se qualquer combinação linear dos vetores em F (como um valor), é unicamente assim (como expressão). Em qualquer caso, mesmo quando vistos como expressões, tudo o que importa sobre uma combinação linear é o coeficiente de cada 'vi' ; Modificações triviais como permutação de termos ou adição de termos com coeficiente zero não dão combinações lineares diferentes.
Em uma dada situação, K e V podem ser especificadamente explícitas, ou podem ser óbvias a partir do contexto. Neste caso, falamos com frequência de uma combinação linear de vetores v1,...,vn, com coeficientes não especificados (exceto que eles devem pertencer a K). Ou, se S é um subconjunto de V, podemos falar de uma combinação linear de vetores em S, onde ambos os coeficientes e vetores não são especificados, exceto que os vetores devem pertencer ao conjunto S (e os coeficientes devem pertencer a K). Finalmente, podemos simplesmente falar de uma combinação linear, onde nada é especificado (exceto que os vetores devem pertencer a V e os coeficientes devem pertencer a K); Neste caso, provavelmente está se referindo à expressão, já que cada vetor em V é certamente o valor de alguma combinação linear.
Note-se que, por definição, uma combinação linear envolve apenas vetores finitos (exceto como descrito em Generalizações abaixo). No entanto, o conjunto S que os vetores são desenhados (se for mencionado) pode ainda ser infinito; Cada combinação linear individual envolverá apenas vetores finitos. Além disso, não há razão para que n não possa ser zero; Neste caso, declaramos por convenção que o resultado da combinação linear é o vetor zero-V.

## Exemplos e contraexemplos

### Vetores Euclidianos
Seja o corpo K o conjunto R de números reais, e seja o espaço vetorial V o espaço euclidiano R3. Considere os vetores e1 = (1,0,0), e2 = (0,1,0) e e3 = (0,0,1). Então qualquer vetor em R3 é uma combinação linear de e1, e2 e e3.
Para ver que isso é assim, pegue um vetor arbitrário (a1, a2, a3) em R3 e escreva:
{\displaystyle (a_{1},a_{2},a_{3})=(a_{1},0,0)+(0,a_{2},0)+(0,0,a_{3})\,}
{\displaystyle =a_{1}(1,0,0)+a_{2}(0,1,0)+a_{3}(0,0,1)\,}
{\displaystyle =a_{1}e_{1}+a_{2}e_{2}+a_{3}e_{3}.\,}

### Funções
Seja K o conjunto C de todos os números complexos e seja V o conjunto CC(R) de todas as funções contínuas da linha real R ao plano complexo C. Considere os vetores (funções) f e g definidos por f(t) := eit  e g(t) := e−it. (Aqui, e é a base do logaritmo natural, cerca de 2.71828 ..., e "i" é a unidade imaginária, uma raiz quadrada de -1). Algumas combinações lineares de f e g são:
- {\displaystyle \cos t={\begin{matrix}{\frac {1}{2}}\end{matrix}}e^{it}+{\begin{matrix}{\frac {1}{2}}\end{matrix}}e^{-it}\,}
- {\displaystyle 2\sin t=(-i)e^{it}+(i)e^{-it}.\,}  Por outro lado, a função constante 3 não é uma combinação linear de f e g. Para ver isso, suponha que 3 poderia ser escrito como uma combinação linear de eit e e−it. Isto significa que existiriam escalares complexos a e b tais que aeit + be−it = 3 para todos os números reais t. O ajuste t = 0 e t = π dá as equações a + b = 3 e a + b = -3, e claramente isso não pode acontecer. Veja a identidade de Euler.

### Polinômios
Seja K um R, C, ou qualquer corpo, e seja V o conjunto P de todos os polinômios com coeficientes retirados do corpo K. Considere os vetores (polinômios) p1 := 1, p2 := x + 1, e p3 := x2 + x + 1..
O polinômio x2 − 1 é uma combinação linear de p1, p2 e p3? Para descobrir, considere uma combinação linear arbitrária desses vetores e tente ver quando é igual ao vetor desejado x2 − 1. Escolhendo coeficientes arbitrários a1, a2, e a3, queremos
{\displaystyle a_{1}(1)+a_{2}(x+1)+a_{3}(x^{2}+x+1)=x^{2}-1.\,}

Multiplicando os polinômios (propriedade distributiva), temos:
{\displaystyle (a_{1})+(a_{2}x+a_{2})+(a_{3}x^{2}+a_{3}x+a_{3})=x^{2}-1\,}

e agrupando os valores de x, de acordo com o seu grau (propriedades Associativa), temos:
{\displaystyle a_{3}x^{2}+(a_{2}+a_{3})x+(a_{1}+a_{2}+a_{3})=1x^{2}+0x+(-1).\,}
Dois polinômios são iguais, se e somente se, seus coeficientes correspondentes são iguais. Podemos concluir: 
{\displaystyle a_{3}=1,\quad a_{2}+a_{3}=0,\quad a_{1}+a_{2}+a_{3}=-1.\,}

Este sistema de equações lineares pode ser facilmente resolvido. Primeiro, a primeira equação diz simplesmente que a3 é 1. Sabendo que, podemos resolver a segunda equação para a2, que sai para -1. Finalmente, a última equação nos diz que a1 também é -1. Portanto, a única maneira possível de obter uma combinação linear é com esses coeficientes. De fato,
{\displaystyle x^{2}-1=-1-(x+1)+(x^{2}+x+1)=-p_{1}-p_{2}+p_{3}\,}

então x2 − 1 é uma combinação linear de  p1, p2, e p3.
Por outro lado, o que dizer do polinômio x3 − 1? Se tentarmos fazer com que esse vetor seja uma combinação linear de p1, p2, e p3, seguindo o mesmo processo anterior, obteremos a equação
{\displaystyle 0x^{3}+a_{3}x^{2}+(a_{2}+a_{3})x+(a_{1}+a_{2}+a_{3})\,}
{\displaystyle =1x^{3}+0x^{2}+0x+(-1).\,}
No entanto, quando definimos coeficientes correspondentes iguais neste caso, a equação para x3 − 1
{\displaystyle 0=1\,}
Isto é sempre falso. Portanto, não há nenhuma maneira para isso dar certo, e x3 − 1  não é uma combinação linear de p1, p2, e p3.

## Subconjunto Linear[5]
Tome um corpo arbitrário K, um espaço vetorial arbitrário V, e v1,...,vn sejam vetores (em V). É interessante considerar o conjunto de todas as combinações lineares desses vetores. Este conjunto é chamado de span linear (ou apenas span) dos vetores, digamos
S = {v1, ..., vn}. Nós escrevemos a extensão de S como span (S) ou sp (S):
{\displaystyle \mathrm {Sp} (v_{1},\ldots ,v_{n}):=\{a_{1}v_{1}+\cdots +a_{n}v_{n}:a_{1},\ldots ,a_{n}\in K\}.\,}

## Independência Linear[1]
Para alguns conjuntos de vetores v1,...,vn, um único vetor pode ser escrito de duas maneiras diferentes como uma combinação linear deles:
{\displaystyle v=\sum a_{i}v_{i}=\sum b_{i}v_{i}{\text{ onde }}(a_{i})\neq (b_{i}).}

Equivalentemente, ao subtrair ({\displaystyle c_{i}:=a_{i}-b_{i}}) uma combinação não-trivial é zero:
{\displaystyle 0=\sum c_{i}v_{i}.}
Se há possibilidade, então v1,...,vn são chamados linearmente dependentes; Caso contrário, eles são linearmente independentes. Da mesma forma, podemos falar de dependência linear ou independência de um conjunto arbitrário S de vetores.  Se S é linearmente independente e a subconjunto de S é igual a V, então S é uma base para V.

## Combinações afins, cônicas e convexas
Ao restringir os coeficientes usados em combinações lineares, pode-se definir os conceitos relacionados de combinação afim, combinação cônica e combinação convexa, e as noções associadas de conjuntos fechados sob essas operações.
| Tipos de Combinação | Restrição dos coeficientes                                 | Nome do Conjunto   | Modelo do espaço                 |
| ------------------- | ---------------------------------------------------------- | ------------------ | -------------------------------- |
| Combinação Linear   | Não há restrições                                          | Subespaço Vetorial | {\displaystyle \mathbf {R} ^{n}} |
| Combinação Afim     | {\displaystyle \sum a_{i}=1}                               | Subespaço afim     | Hiper plano afim                 |
| Combinação Cônica   | {\displaystyle a_{i}\geq 0}                                | Cone convexo       | Quadrante/Oitante                |
| Combinação Convexa  | {\displaystyle a_{i}\geq 0} e {\displaystyle \sum a_{i}=1} | Conjunto convexo   | Simples                          |

Como estas são operações mais restritas, mais subconjuntos serão fechados sob elas, então subconjuntos afins, cones convexos e conjuntos convexos são generalizações de subespaços vetoriais: um subespaço vetorial é também um subespaço afim, um cone convexo e um conjunto convexo. Mas, um conjunto convexo não precisa ser um subespaço vetorial, afim ou um cone convexo.
Estes conceitos surgem frequentemente quando se pode tomar certas combinações lineares de objetos, mas não qualquer: por exemplo, as distribuições de probabilidade são fechadas sob combinação convexa (formam um conjunto convexo), mas não combinações cónicas ou afins (ou lineares) e medidas positivas são fechados sob combinação cônica, mas não afins ou lineares - apenas um define medidas assinadas como o encerramento linear.
As combinações lineares e afins podem ser definidas sobre qualquer corpo (ou anel), mas a combinação cônica e convexa requerem uma noção de "positivo" e, portanto, só podem ser definidas sobre um corpo ordenado (ou anel ordenado), geralmente os números reais.
Se permite apenas a multiplicação escalar, e não a adição, obtém-se um cone (não necessariamente convexo); Muitas vezes, restringe-se a definição apenas permitindo a multiplicação por escalares positivos.
Todos esses conceitos são geralmente definidos como subconjuntos de um espaço vetorial ambiente (exceto para espaços afins, que também são considerados como "espaços vetoriais esquecendo a origem"), em vez de serem axiomatizados independentemente.

## Teoria Operada
Mais abstratamente, na linguagem da teoria operada, pode-se considerar espaços vetoriais como álgebras sobre a operada {\displaystyle \mathbf {R} ^{\infty }} (a soma direta infinita, portanto, apenas finitamente muitos termos não são zero, o que corresponde apenas a tomar somas finitas), que parametriza combinações lineares: o vetor {\displaystyle (2,3,-5,0,\dots )}por exemplo, corresponde à combinação linear {\displaystyle 2v_{1}+3v_{2}-5v_{3}+0v_{4}+\cdots }.Da mesma forma, pode-se considerar combinações afim, combinações cônicas e combinações convexas para corresponder às suboperações onde os termos somam 1, os termos são todos não negativos, ou ambos, respectivamente. Gráficamente, estes são o hiperplano afim infinito, o hiperoitante infinito e o simples infinito. Isso formaliza o que se entende por {\displaystyle \mathbf {R} ^{n}}sendo o padrão simplex espaços modelo, e observações como que cada politopo convexo limitado é a imagem de um simplex. Aqui, os suboperados correspondem a operações mais restritas e, portanto, a teorias mais gerais.
Desse ponto de vista, podemos pensar em combinações lineares como o tipo mais geral de operação em um espaço vetorial - dizendo que um espaço vetorial é uma álgebra sobre a operada de combinações lineares é precisamente a afirmação de que todas as possíveis operações algébricas em um vetor Espaço são combinações lineares.
As operações básicas de adição e multiplicação escalar, juntamente com a existência de uma identidade aditiva e inversos aditivos, não podem ser combinadas de forma mais complicada do que a combinação linear genérica: as operações básicas são um conjunto gerador para a operada de todas as combinações lineares.
Em última análise, este fato está no cerne da utilidade de combinações lineares no estudo dos espaços vetoriais.

## Generalização
Se V é um espaço vetorial topológico, então pode haver uma maneira de dar sentido a certas combinações lineares infinitas, usando a topologia de V. Por exemplo, podemos ser capazes de falar de a1v1 + a2v2 + a3v3 + ..., indo para sempre. Essas infinitas combinações lineares nem sempre fazem sentido; Nós os chamamos convergentes quando o fazem. Permitir combinações mais lineares neste caso também pode levar a um conceito diferente de extensão, independência linear e base. Os artigos sobre os vários sabores dos espaços vetoriais topológicos vão em mais detalhes sobre estes.
Se K é um anel comutativo em vez de um corpo, então tudo o que foi dito acima sobre combinações lineares generaliza para este caso sem alteração. A única diferença é que chamamos espaços como este V módulos em vez de espaços vetoriais. Se K é um anel não comutativo, então o conceito ainda generaliza, com uma ressalva: Como os módulos sobre anéis não comutativos vêm em versões esquerda e direita, nossas combinações lineares também podem vir em qualquer uma dessas versões, o que for apropriado para o módulo dado. Isso é simplesmente uma questão de fazer multiplicação escalar no lado correto.
Uma torção mais complicada vem quando V é um bimoldal sobre dois anéis, KL e KR. Nesse caso, a combinação linear mais geral parece
{\displaystyle a_{1}v_{1}b_{1}+\cdots +a_{n}v_{n}b_{n}\,}
onde a1,...,an pertence a  KL, b1,...,bn pertence a KR, e v1,...,vn pertence a V.

## Ver Também
- Ortonormalidade